# قائمة مواقع التراث العالمي في مدغشقر

بالنسبة لمنظمة الأمم المتحدة للتربية والعلم والثقافة (اليونسكو) فمواقع التراث العالمي هي أماكن ذات أهمية ثقافية أو تراث طبيعي كما هو موضح في اتفاقية منظمة اليونسكو للتراث العالمي في 1972. أصبحت المواقع الطبيعية والتراث الثقافي في مدغشقر مؤهلة لإدراجها في القائمة عندما صادقت الدولة على الاتفاقية في 19 يوليو 1983.
الموقع الأول في مدغشقر هو المحمية الطبيعية الكاملة في تسينجي دي بيماراها، التي أُدرجت على القائمة وصُنِّفت في المرتبة 14 من حيث أهميتها في اجتماع لجنة التراث العالمي في اليونسكو الذي عُقِد في بانف، كندا في عام 1990. وفي 2001، أُدرجت التلة الملكية في أمبوهيمنغا، وهي قرية تاريخية وصُنِّفت في المرتبة 12 مع العديد من الأماكن الطبيعية الأخرى والمباني التاريخية والسياسية والروحية التي تمثل أهمية بالنسبة للشعب الملغاشي. ومؤخراً، في عام 2007، تمت إضافة الغابات المطيرة في أتسينانانا إلى قائمة تضم مجموعة من ستة متنزهات وطنية تتميز بدرجة عالية من التنوع البيولوجي. رابع موقع، هو عاصمة ملوك مدغشقر في القرن الـ19، مرينا في روفا أنتاناناريفو، وكان من المقرر في الأصل أن يصبح أول مواقع التراث العالمي الثقافية في البلاد في عام 1995 ولكن كانت النار قد دمرته قبل وقت قصير من المناقشات حوله، وبالتالي تم إنهاؤها.
بالإضافة إلى المواقع الثلاثة الحالية في مدغشقر، هناك ثمانية مواقع تحمل صفة مؤقتة، ويتم التباحث في شأنها في لجنة التراث العالمي لليونسكو لترتقي للصفة الرسمية. كانت المواقع الخمسة الأولى مدرجة على القائمة المؤقتة في عام 1997، وهي: مزارع الأرز في بيتافو والمناظر الطبيعية الهيدروليكية، المجمع الملكي في تسينيواريفو، قرية ماهافالي في جنوب غرب مدغشقر، الجرف والكهوف في إساندرا، وأنتونغونا. في 2008، أضيف موقعان آخران إلى القائمة، وهما: المحمية الخاصة في أنياناهاريبي-سود (امتداد للغابات المطيرة في أتسينانانا) والغابات الجافة في أندريفانا. في 2016، تمت إضافة موقع آخر وهو المدينة العليا لأنتاناناريفو. في 15 فبراير 2018، قررت اليونسكو سحب المواقع المدرجة ضمن القائمة الإرشادية المؤقتة للتراث العالمي لعام 1997 باستثناء قرية ماهافالي في جنوب غرب مدغشقر الذي بقي مسجلاً في اللائحة، وفي المقابل أدرجت المنظمة أربعة مواقع أخرى في القائمة سالفة الذكر وهي: الموقع الصناعي السابق في ماروسوا وكنيسة أمبوديفوتاترا الكاثوليكية في جزيرة سانت ماري وجزيرة نوسي لونيو في أتسينانانا ومنطقة نوسيناكا.
وضعت اليونسكو الغابات المطيرة في أتسينانانا على قائمة مواقع التراث العالمي المعرضة للخطر في 30 يوليو 2010 بسبب زيادة نسبة القطع غير القانوني للأشجار في الحدائق منذ 2009 نتيجة للأزمة السياسية في مدغشقر 2009—2013.

## مواقع التراث العالمي
تضم القائمة الرئيسية لمواقع التراث العالمي في مدغشقر ثلاثة مواقع، الأول في الصنف الثقافي، بينما الثاني والثالث ضمن الصنف الطبيعي، بالإضافة إلى ذلك توجد بيانات اليونسكو والرقم المرجعي للموقع، ويتم اختيار الموقع بناءً على معايير الاختيار وهذه المعايير إما معايير ثقافية: (أولاً)، (ثانياً)، (ثالثاً)، (رابعاً)، (خامساً)، (سادساً)، أو معايير طبيعية (سابعاً)، (ثامناً)، (تاسعاً)، (عاشراً) أو في بعض الأحيان تكون المعايير مختلطة ثقافية وطبيعية.
وهذه المواقع مسجلة بالترتيب حسب أقدمية التعيين على لائحة التراث الثقافي العالمي، مع التوضيح وشرح الخصائص كما يلي:
   موقع معرض للخطر
| الاسم                                          | الصورة                | الإحداثيات                          | المنطقة                                                                  | سنة التسجيل | بيانات اليونسكو (الرقم ومعايير الاختيار) | الوصف |
| ---------------------------------------------- | --------------------- | ----------------------------------- | ------------------------------------------------------------------------ | ----------- | ---------------------------------------- | --- |
| التلة الملكية في أمبوهيمنغا                    | Ambohimanga           | 18°45′S 47°33′E / 18.750°S 47.550°E | أنالامانجا                                                               | 2001        | 950؛ (ثالثا)، (رابعاً)، (سادساً)           | تلة أمبوهيمانغا الملكية في المرتفعات الوسطى هي المركز الروحي والسياسي لشعب الميرينا منذ القرن الـ16 على الأقل. بالإضافة إلى أنها مسقط رأس العديد من الملوك (بما في ذلك أندريانامبوانيميرينا الذي دخل في نهاية المطاف في مبادرة ناجحة لتوحيد جزيرة مدغشقر تحت حكم حاكم واحد) ونظراً لوقوع العديد من أماكن الطقوس الملكية المقدسة فيها، فلا تزال التلة والقرية التي تجاورها مواقعاً للحج إلى يومنا هذا. |
| المحمية الطبيعية الكاملة في تسينجي دي بيماراها | Tsingy                | 18°40′S 44°45′E / 18.667°S 44.750°E | ميلاكي                                                                   | 1990        | 494؛ (سابعاً)، (عاشراً)                    | في محمية تسينغي دي بيماراها الضيقة الطبيعية، تتآكل تدريجياً الحقول الشاسعة من أبراج الكارست الكلسية المعروفة محلياً باسم تسينغي. تتخلل هذه المناظر الطبيعية الفريدة الغابات الجافة والبحيرات ومستنقعات الأيكة الساحلية التي يسكنها العديد من أنواع الليمور والطيور المستوطنة والمهددة. |
| الغابات المطيرة في أتسينانانا                  | متنزه ماروجيجي الوطني | 14°27′S 49°42′E / 14.450°S 49.700°E | سافا، أنالانجيروفو، هوت ماتسياترا، واتوواوي-فيتوويناني، إيهورومبي، أنوسي | 2007        | 1257؛ (تاسعاً)، (عاشراً)                   | تضم الحدائق الوطنية الستة التي تتكون منها الغابات المطيرة في أتسينانانا مجموعة متنوعة من النباتات والحيوانات المتوطنة في النظم الإيكولوجية للغابات المطيرة في مدغشقر. وتتعرض الحياة النباتية والحيوانية في هذه المنتزهات للتهديد حيث تؤدي المطالب المتزايدة للسكان هناك إلى تسريع إزالة الغابات وتجزئة الغابات المتبقية. وقد تم إدراج هذا الموقع في قائمة التراث العالمي المعرض للخطر في عام 2010 بسبب زيادة قطع الأشجار بشكل غير قانوني في المنتزهات بنهاية عام 2009 نتيجة للأزمة السياسية في مدغشقر 2009—2013. |

## مواقع مسجلة على القائمة الإرشادية المؤقتة للتراث العالمي
القائمة الارشادية المؤقتة لمواقع التراث العالمي، أو القائمة المؤقتة لمواقع التراث العالمي (بالإنجليزية: Tentative List)‏، هي جرد لخصائص موقع ما لكل دولة على حدى التي تعتزم كل دولة طرف أن تنظر في ترشيحها. وهي خطوة ضرورية لولوج اللائحة الرسمية لمواقع التراث العالمي حسب اليونسكو، يتم المصادقة عليها من طرف لجنة التراث العالمي.
سجلت مدغشقر ثمانية مواقع في قائمتها المؤقتة إلى حدود 15 فبراير 2018. تسجل لجنة اليونسكو للتراث العالمي أسماء وأوصاف جميع المواقع المؤقتة باللغة التي اختارها البلد المرشح. تم تسمية المواقع المؤقتة في مدغشقر ووصفها باللغة الفرنسية وتمت ترجمتها بشكل غير رسمي أدناه، وهي مرتبة حسب تاريخ إدراجها كالتالي:
| الاسم | الصورة                       | الإحداثيات                          | المنطقة                                                    | سنة التسجيل | بيانات اليونسكو (الرقم ومعايير الاختيار) | الوصف |
| --- | ---------------------------- | ----------------------------------- | ---------------------------------------------------------- | ----------- | ---------------------------------------- | --- |
| قرية ماهافالي في جنوب غرب مدغشقر (Sud-Ouest Malgache, Pays Mahafaly)                                            | Mahafaly tomb                | 23°21′S 43°40′E / 23.350°S 43.667°E | أتسيمو-أندرفانا                                            | 1997        | 949؛ غير مُتاح                            | منطقة جنوب غرب مدغشقر هي منطقة مأهولة من قبل شعب ماهافالي، الذي يعمل في مجال تربية ورعي قطعان الزيبو في نظام بيئي تغلب علبه الغابات الشوكية القاحلة، وهو منظر شبه صحراوي يضم جميع نباتات جنس ديدييرياسيايي. يشتهر شعب الماهافالي بفن الجنائز، ويتجلى هذا في المقابر الحجرية المزخرفة والمنحوتات الخشبية أو ("ألوالو") والتي أصبحت رمزاً لجزيرة مدغشقر. |
| المحمية الخاصة في أنياناهاريبي-سود (امتداد للغابات المطيرة في أتسينانانا) (Réserve Spéciale d’Anjanaharibe-Sud) | محمية أنياناهاريبي-سود       | 14°41′S 49°27′E / 14.683°S 49.450°E | سافا                                                       | 2008        | 5313؛ (تاسعاً)، (عاشراً)                   | تقع "أنياناهاريبي-سود" شرق حديقة ماروجيجي الوطنية، وهي واحدة من الحدائق الست التي تشكل الغابات المطيرة في أتسينانانا والتي تُعد بدورها موقع تراث عالمي. وقد تم العثور على العديد من الأنواع النباتية المتوطنة في "أنياناهاريبي-سود"، ويربط ممر الغابات في بيتولانا المنتزه مع حديقة ماروجيجي، مما يضمن بقاء الحياة البرية في كل المتنزهات وذلك بغية الوصول إلى نطاق أكبر من الأراضي. |
| الغابات الجافة في أندريفانا (Les forêts sèches de l’Andrefana)                                                  | Dry Forests of the Andrefana | 12°53′S 49°09′E / 12.883°S 49.150°E | ديانا، بويني، أنوسي، أتسيمو-أندرفانا، أندروي، سافا، ميلاكي | 2008        | 5314؛ (تاسعاً)، (عاشراً)                   | تضم الغابات الجافة في أندريفانا سبع مناطق طبيعية محمية وهي: محمية أنكارانا، ومتنزه أنكارافانتسيكا الوطني، ومتنزه أندوهايلا الوطني (الجزء الثاني)، ومتنزه تسيمانامبيتسوتسي الوطني، ومحمية أنيابيرامانا، ومانامولوماتاي-تسيمبيمو ومحمية جديدة مقررة بالقرب من دارينا. وعلى النقيض من الغابات المطيرة في أتسينانانا، فإن المتنزهات الموجودة في الغابات الجافة في أندريفانا تقع ضمن مناطق إيكولوجية شبه قاحلة، وتتميز بحياة برية متنوعة ذات تنوع بيولوجي شديد. |
| المدينة العليا لأنتاناناريفو (La Haute Ville d’Antananarivo)                                                    | Upper Town of Antananarivo   |                                     | أنالامانجا                                                 | 2016        | 6078؛ (ثانياً)، (خامساً)، (سادساً)          | تُعتبر المدينة العليا في أنتاناناريفو بمثابة موقع حضاري ذي جودة استثنائية لا مثيل لها في الصحراء الكبرى بجنوب القارة الإفريقية. وقد شكل المزيج بين العناصر المعمارية الملغاشية النموذجية مع الوجود الاستعماري بنية تحتية فريدة ذات جودة عالية لا تزال محفوظة بشكل جيد. ولا يتميز هذا المكان بهندسته المعمارية فحسب، بل يتميز أيضاً بنمط حضاري محدد تلعب فيه عناصر المناظر الطبيعية دوراً مهماً وتسهم في إنشاء مجموعة حضارية متماسكة ذات جودة عالية من التراث. |
| الموقع الصناعي السابق في ماروسوا (Ancien site industriel de Mantasoa)                                           | لا توجد                      | غير متاحة                           | أنالامانجا                                                 | 2018        | 6302؛ (ثانياً)، (رابعاً)                   | الموقع الصناعي السابق في ماروسوا هو موقع تاريخي وثقافي وسياحي يدخل ضمن التنمية المحلية والإقليمية، وهو يتألف من مجموعة من الآثار في الطينية والخشبية التي تؤلف المدينة الصناعية والحرفية التي بناها جان لابورد (1805-1878)، وهو فرنسي كان في خدمة الملكة رانافالونا الأولى (1828-1861). إن موقع "Soatsimanampiovana" الذي يعني الجمال الأبدي، هو الاسم الذي أطلقه جان لابورد إلى هذه المدينة. وكان هذا الموقع هو الأول في مدغشقر الذي يتم فيه إنتاج الحديد وحديد الزهر ومسحوق الحديد والزجاج والصابون والأواني الفخارية ومواد مختلفة. |
| كنيسة أمبوديفوتاترا الكاثوليكية في جزيرة سانت ماري (Eglise catholique d’Ambodifotatra de Sainte Marie)          | لا توجد                      | 17°00′S 49°50′E / 17.000°S 49.833°E | أنالانجيروفو                                               | 2018        | 6303؛ (ثانياً)                            | كنيسة أمبوديفوتاترا الكاثوليكية هي تتويج لعشر سنوات من الإرساليات التبشيرية (1837-1847) للأب بيير دالموند إلى مدغشقر، وخاصة في جزيرة سانت ماري، نوسي بي، توليارا وإلى جزر القمر، في مايوت. وهي أول كنيسة كاثوليكية دائمة بنيت في مدغشقر، وهي نصب تاريخي يقع في جزيرة سانت ماري قبالة الساحل الشرقي لمنطقة أنالانجيروفو. تحتل الكنيسة مساحة كبيرة على الخليج وتقابل جزيرة السيدة، وهي مبنية على تلة وطولها 35 متراً وعرضها 10 أمتار وارتفاعها 12 متراً. كما لديها برج جرس مدبب وأسفله توجد خزانة بثلاث نوافذ وباب. هي عبارة عن بناية مصنوعة من الحجر الجيري وأنقاض الجرانيت الذي يستخدم لاحقاً كرابط بين المكونات ممزوج بالحصى والرمل. في وقت لاحق، تمت تقوية الجدران الحجرية والحفاظ عليها ثابتة من السقوط بواسطة إطار من الحديد الثقيل. يحتوي المبنى على باب رئيسي في الشمال وستة نوافذ مقوسة ومكونة من الزجاج على كلا الجانبين. في الداخل، هناك قبو مجوف مدعم بهياكل بحرية من الخشب. مذبح الكنيسة مصنوع من مكونات حديدية خاصة بترسانات البحرية الفرنسية التي تم صهرها وإعادة صنع لوحات منها خاصة بالقديسين ومرصعة بأحجار موضوعة على شكل صليب. في الأساس، يوجد درج يتكون من 19 خطوة يؤدي إلى المبنى ثم إلى الدرابزينات فوق البوابة الرئيسية. ولا زالت تحتفظ الكنيسة بوظيفتها الأصلية كمكان للعبادة للكاثوليك. |
| جزيرة نوسي لونيو في أتسينانانا (Nosy Lonjo d’Antsiranana)                                                       |                              | غير متاحة                           | ديانا                                                      | 2018        | 6304؛ (ثالثاً)، (سابعاً)                   | موقع نوسي لونيو هو موقع مختلط. يقع في أقصى شمال مدغشقر في خليج دييغو-سواريز، بلدية رامينا، مقاطعة أنتسيرانانا. نوسي لونيو هي جزيرة ذات أصل بركاني، مخروطية الشكل بارتفاع 122 متر ومساحة 4.5 هكتار. تتألف من كميات من الحجر الجيري النمياتي المنفصلة عن الجبل المسمى جبل الفرنسيين. تتميز الجزيرة بغطاء نباتي يتكون من أنواع شجر التبلدي مثل التبلدي السواريزي وأشجار الأيكة الساحلية. يقطن الجزيرة حيوانات متنوعة بما في ذلك الخفافيش أو "فانيهي" بالملغاشية (إيدولوندوبريانوم، الثعلب الطيار الملغاشي). كما تتميز هذه الجزيرة بزاوية رؤية خاصة. على بعد مسافة، تظهر كأنها صورة لحيوان رباعي الأرجل، وعندما يُنظَر إليها عن قرب، تبدو كأنها رأس رجل نائم. |
| منطقة نوسيناكا (NOSYnakà (Sahamalaza, Nosy Hara, Nosy Tanikely, Lokobe, Ambodivahibe, Ankarea, Ankivonjy))      |                              | غير متاحة                           | ديانا، صوفيا                                               | 2018        | 6306؛ (ثامناً)، (تاسعاً)، (عاشراً)          | الجزء الشمالي من مدغشقر يحوي مزيجاً فريداً من المواطن البحرية بفضل خصائصها الفيزيائية والمتغيرة من الشرق إلى الغرب. يغطي الموقع الشواطئ القارية عند حافة الهضبة، ويضم العديد من أنواع الخلجان والجزر. إلى الشرق، يكون الجرف القاري الضيق والمنحدر على شكل خلجان ضيقة وعميقة مع أخاديد مؤدية إلى المياه العميقة، حيث توجد أماكن شديدة العمق مثل خليج أمبوديفاهيبي. إلى الغرب، يتقاطع شريط عريض ضحل مع الشعاب المرجانية في نهايتها، وهي توجد حالياً على عمق 70 متراً، وتأوي مجموعات كبيرة من ليمور ساهامالازا المرح. على كلا الجانبين، تحتوي الخلجان على مجموعات مختلطة من الشعاب المرجانية وأشجار الأيكة الساحلية والأعشاب البحرية، مثل نوسي هارا حيث تلتقي هذه الأنواع المختلفة في أنظمة بيئية متنوعة. يقع الساحل الغربي قبالة ضفة كاستور، ويتراوح طول حافة الضفة بين 30–50 متر وأعماقها ضحلة يبدأ عمقها من 10 أمتار. |

## مواقع مرشحة سابقاً
كانت بعض المواقع في السابق مدرجة ضمن القائمة الإرشادية المؤقتة للتراث العالمي، ولكن تم سحبها أو رفضها من قبل اليونسكو في 15 فبراير 2018. وبالتالي فهي لم تعد مسجلة لدى اليونسكو كموقع تراث عالمي مُرَشَّح.
| الاسم | الصورة      | الإحداثيات                          | المنطقة       | فترة التسجيل | بيانات اليونسكو (الرقم ومعايير الاختيار) | الوصف |
| --- | ----------- | ----------------------------------- | ------------- | ------------ | ---------------------------------------- | --- |
| مزارع الأرز في بيتافو والمناظر الطبيعية الهيدروليكية (Paysage culturel rizicole et hydraulique de Betafo) | Betafo      | 19°50′S 46°51′E / 19.833°S 46.850°E | فاكينانكارترا | 1997-2018    | 947؛ (ثالثاً)، (رابعاً)، (خامساً)           | تمثل المناظر الطبيعية المحيطة ببيتافو، عاصمة إحدى الممالك الأربع القديمة في بيتسيليو، مثالاً على تنظيم حقول الأرز التقليدية وشبكات الري التي ظهرت في هذا الجزء من المرتفعات الجنوبية في القرن السابع عشر. |
| المجمع الملكي في تسينيواريفو (Site et Rova de Tsinjoarivo)                                                | Tsinjoarivo | 19°38′S 47°41′E / 19.633°S 47.683°E | فاكينانكارترا | 1997-2018    | 948؛ (ثالثاً)، (سادساً)                    | روفا أو المجمع الملكي في تسينيواريفو، هو عبارة عن مجموعة من خمسة قصور صيفية أرضية خشبية ومبنى، صممته ملكة مرينا، رانافالونا الأولى في عام 1834، ويُعتبر مثالاً جيداً على الحفاظ على الأعراف المعمارية التقليدية بين أفراد الطبقة النبيلة أندريانا. قدم العديد من ملوك الجزيرة إلى الموقع، بما في ذلك رانافالونا الأولى (1840، 1842، 1856)، رانافالونا الثانية (1880، 1882) ورانالوفا الثالثة (1890). |
| الجرف والكهوف في إساندرا (Falaise et grottes de l'Isandra)                                                | Isandra     | 21°27′S 47°05′E / 21.450°S 47.083°E | هوت ماتسياترا | 1997-2018    | 950؛ (ثالثاً)، (رابعاً)، (خامساً)           | منحدر الجرانيت الشاسع في إساندرا الذي ظهر فجأة فوق حقول الأرز المحيطة هو نتاج تآكل مختلف ثقوب سطح الجرف مع العديد من الكهوف. وقد دُمجت بعض هذه الكهوف في قرية محصنة مأهولة بالسكان في القرنين السابع عشر والثامن عشر، في حين أن البعض الآخر كان ولا يزال يُستخدم لدفن الموتى. |
| أنتونغونا                                                                                                 | Antongona   | 18°59′S 47°19′E / 18.983°S 47.317°E | إيتاسي        | 1997-2018    | 951؛ (ثالثاً)، (رابعاً)، (خامساً)           | ابتداءً من القرن السادس عشر، تم تدعيم الطبقات الجرانيتية الناتجة عن التفجر الأرضي في أنتونغونا بخنادق دفاعية وجدران حجرية وبوابات لحماية المساكن الخشبية الملكية عند قممها. في الثمانينات، أعادت وزارة الثقافة بناء مبنيين خشبيين أصليين للموقع وفتحتهما للجمهور كمتحف. |

## وصلات خارجية
- الصور والأوصاف الرسمية لمواقع قائمة التراث العالمي المؤقتة لمدغشقر (بالفرنسية)